# Ben Earl
Ben Earl (Redhill, 7 de enero de 1998) es un jugador inglés de rugby que se desempeña como flanker o número 8, juega en el Saracens de la Premiership Rugby y es internacional absoluto con el XV de la Rosa.

## Carrera
Earl comenzó su carrera como jugador en Sevenoaks RFC y pasó por la academia de Saracens.  Ha declarado que prefiere la libertad de jugar como flanker, pero también juega de número 8.  En noviembre de 2016, Earl hizo su debut en el club contra Gloucester en la Copa Anglo-galesa y la temporada siguiente anotó un try en su primera apertura en la Premiership contra Exeter Chiefs.   Fue titular en el equipo de Saracens que perdió ante Northampton Saints en la final de la Premiership Rugby Cup de 2019. 
En 2020, Earl acordó un nuevo contrato con Saracens y después de que se confirmó que el club descendería para la campaña 2020-21, se unió a Bristol Bears en un préstamo por una temporada junto con su compañero de equipo Max Malins.  Durante su préstamo, jugó como titular para el Bristol en la final de la European Rugby Challenge Cup, donde derrotaron al Toulon y ganaron su primer trofeo europeo. 
A su regreso a Saracens, Earl anotó un triplete en su victoria en semifinales sobre Harlequins y luego fue titular en la final de la liga de 2022 que perdieron contra Leicester Tigers para terminar subcampeones.   Sus actuaciones durante la campaña le valieron ser nombrado jugador de la temporada. La temporada siguiente, Earl ayudó a los Saracens a ganar la Premiership, comenzando en la final de 2023 cuando derrotaron a Sale Sharks para recuperar su título de liga. 
En mayo de 2024, después de una temporada impresionante, Earl fue nombrado en el Equipo de Rugby de la temporada de la Premiership para la temporada 2023-24. 

## Carrera internacional
Earl representó a Inglaterra en las categorías sub-16 y sub-18.   Fue miembro del equipo inglés sub-20 que completó un grand slam durante el Campeonato de las Seis Naciones Sub-20 de 2017 y anotó un try durante la primera ronda contra Francia.  Fue seleccionado para el Campeonato Mundial de Rugby Sub-20 de 2017 y anotó un try en la final cuando Inglaterra terminó segunda detrás de Nueva Zelanda.  Al año siguiente, Earl fue el capitán del equipo que terminó subcampeón en el Campeonato de las Seis Naciones Sub-20 de 2018 y anotó un try en la ronda final contra Irlanda. 
En mayo de 2018, Earl recibió su primera convocatoria por parte del entrenador Eddie Jones para el equipo sénior para su gira por Sudáfrica y posteriormente fue seleccionado para el Campeonato de las Seis Naciones de 2019. Earl fue convocado nuevamente para el Campeonato de las Seis Naciones de 2020 y el 8 de febrero de 2020 hizo su debut en la prueba saliendo desde el banquillo como reemplazo de Sam Underhill contra Escocia en Murrayfield.  Posteriormente jugó en la ronda final del torneo cuando Inglaterra ganó como visitante contra Italia y ganó la competición.  Más tarde ese año, Earl salió del banquillo cuando Inglaterra derrotó a Francia en tiempo extra para ganar la Copa de Naciones de Otoño. 
Earl fue incluido en el equipo para la Copa Mundial de Rugby de 2023.  Fue titular en la victoria de cuartos de final contra Fiyi y en la eliminación de semifinales contra el campeón Sudáfrica.   En su último partido del torneo, Earl anotó su primer try a nivel internacional cuando Inglaterra derrotó a Argentina para terminar tercero con la medalla de bronce. 

## Palmarés

### En clubes
- European Rugby Challenge Cup : 2019-20
- Premiership Rugby : 2017-18, 2018-19, 2022-23

### En la selección
- Seis Naciones : 2020 [26] * Copa de Naciones de Otoño : 2020 [27]